# Alberobello
Alberobello is een plaats in de Italiaanse regio Apulië, in de provincie Bari.
De plaats ligt op de vruchtbare hoogvlakte ten zuiden van de stad Bari te midden van uitgestrekte olijfboomgaarden. De naam Alberobello is afgeleid van het Latijnse Sylva Arboris Belli, dat verwijst naar de uitgestrekte eikenbossen die de plaats ooit omgaven. Het centrum is gebouwd op twee heuvels: op de oostelijke ligt de nieuwe stad, op de westelijke de oude monumentale stad.

## Trulli

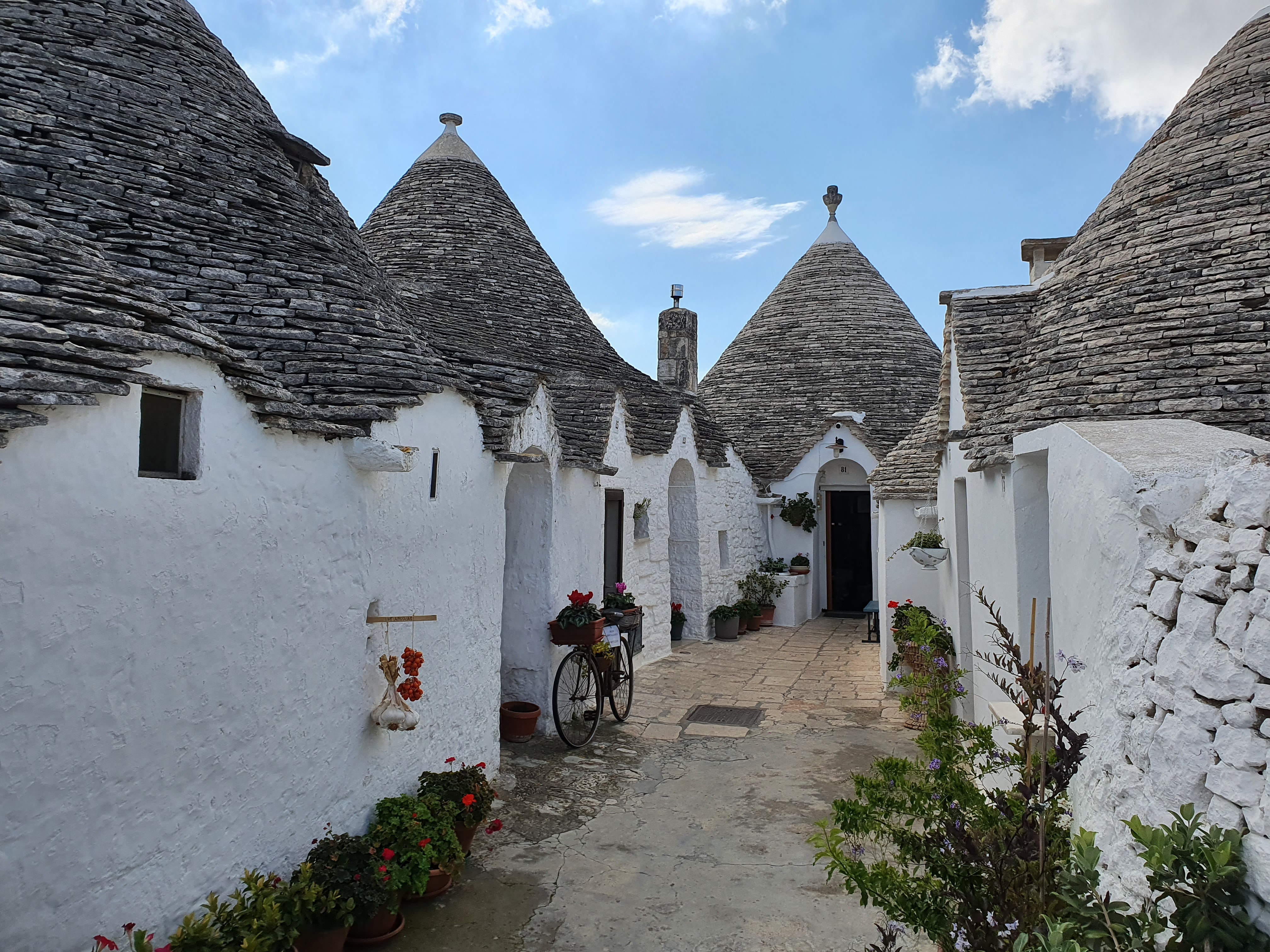
Straatje met typische trulli in Alberobello

Alberobello is vooral bekend vanwege de vele trulli die er staan. Twee wijken bestaan vrijwel louter uit trulli: Rione Monti en Aia Piccola. Er zijn siamese trulli te vinden, een trullokerk en de Trullo Sovrano, de enige trullo die uit twee verdiepingen bestaat. Rione Monti, met zo'n 1000 trulli, is in 1910 tot nationaal monument uitgeroepen, in 1996 werden de trulli van Alberobello opgenomen in de lijst van werelderfgoederen van UNESCO.

## Afbeeldingen

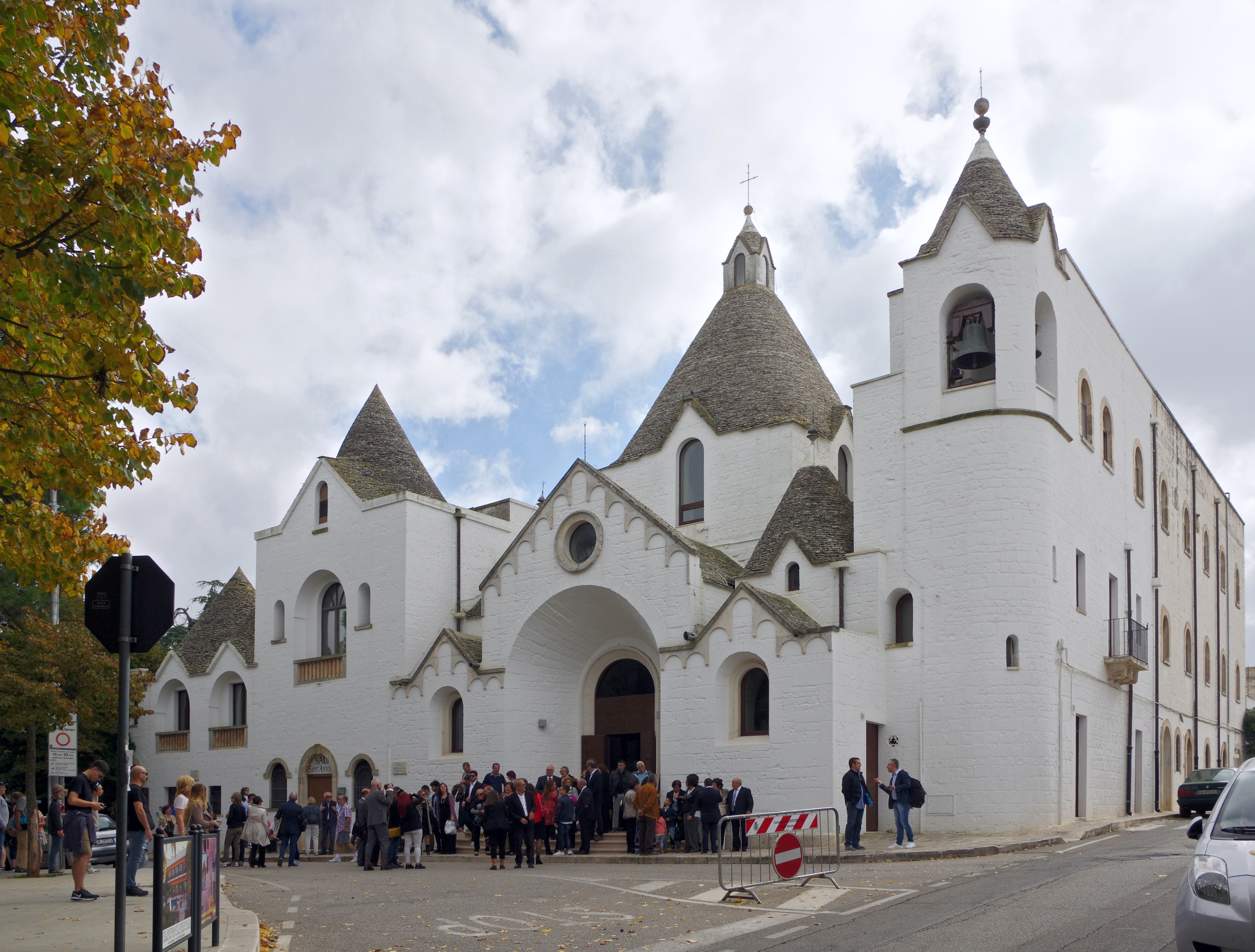
Sant'Antonio